# أوز إفراح
أوز إفراح هو لاعب كرة قدم إسرائيلي في مركز قلب الدفاع، ولد في 10 ديسمبر 1982 في بئر السبع في إسرائيل. شارك مع منتخب إسرائيل تحت 21 سنة لكرة القدم. أما مع النوادي، فقد لعب مع توربيدو موسكو ونادي مكابي تل أبيب ونادي هبوعيل بئر السبع.

## وصلات خارجية
- أوز إفراح على موقع قاعدة بيانات كرة القدم.إي يو (الإنجليزية)
- أوز إفراح على موقع Soccerway.com (الإنجليزية)